# 绿山和平与正义党
绿山和平与正义党（英語：Green Mountain Peace and Justice Party，缩写为GMPJP），2021年前称自由联盟党（Liberty Union Party，缩写为LUP）是美国佛蒙特州的一个政党。该党成立于1970年5月30日。该党的政治立场是左翼。该党的意识形态是民主社会主义、反资本主义、反干涉主义、反战、环境保护主义。该党的总部位于达默斯顿。该党在佛蒙特州的地方选举中取得了一些成功，是该州仅次于民主党、共和党和佛蒙特进步党的第四大党。伯尼·桑德斯曾是该党党员。
2021年9月，该党改名为绿山和平与正义党。该党创始人的女儿杰西卡·戴蒙德斯通 表示，她担心旧名称可能会让该党听起来像是持右翼立场。戴蒙德斯通认为新名称会更清楚地表明该党的政治立场。